# Stafford, Texas
Stafford är en stad (city) i Fort Bend County, och Harris County, i Texas. Vid 2010 års folkräkning hade Stafford 17 693 invånare.